# 嘉峪龍屬
嘉峪龍屬（學名：Chiayusaurus）是大鼻龍類的一屬恐龍，化石是在中国發現的牙齒。目前已有兩個物種。嘉裕龍的學名是取自萬里長城的嘉峪關，原先是「Chiayüsaurus」，但國際動物命名法規不允許特別的字元，所以學名改為「Chiayusaurus」。舊有的名字仍可以在一些較舊的文獻中見到。

## 歷史及分類
在1953年，步林（Birger Bohlin）根據在中國科學院古脊椎動物與古人類研究所的正模標本牙齒，命名為湖泊嘉裕龍（C. lacustris ）。這顆牙齒發現於中國新疆的喀拉扎組，地質年代可能屬於晚侏羅紀提通階。這顆匙狀的牙齒長27毫米，且與較年代較晚的亞洲龍相似。由於嘉峪龍只有這麼少的化石材料，牠經常都被忽略，或被認為是其他已知的恐龍。例如戴爾·羅素（Dale Russell）及趙喜進就發現牠們與馬門溪龍的牙齒無法分辨。
布林在1953年也描述了另一顆較大的牙齒，並發表為「嘉峪龍近似種」（aff. Chiayüsaurus），但他認為這牙齒有可能屬於湖泊嘉峪龍。在1997年，在南韓有一個新的物種被發表，也是根據一顆牙齒（編號KPE 8001），而這顆牙齒完全與嘉峪龍近似種的牙齒相當一致。這個南韓新物種被命名為亞洲嘉裕龍（C. asianensis），牙齒化石發現於慶尚道的Hasandong組地層，地質年代為下白堊紀阿普第階至阿爾布階。這些南韓學們反對布林的理論，步林認為這兩顆牙齒是在頜部的不同位置，他們根據牙齒表面的磨蝕及隆起的位置而將牠們分為兩個物種。亞洲嘉峪龍的牙齒長46毫米。 
在2002年，保羅·巴雷特（Paul M. Barrett）等人重新研究這兩個物種。他們發現湖泊嘉峪龍的牙齒與盤足龍的牙齒幾乎完全一樣，但不足以確認牠們是相同物種，只能將嘉峪龍歸類為真蜥腳類的分類未定屬。他們也發現湖泊嘉峪龍及亞洲嘉峪龍有同樣的衍徵，而非不同。亞洲嘉峪龍有可能是大鼻龍類，但分類依然不明確。在2004年的蜥腳下目重新研究中，兩個物種都被認為是疑名。

## 古生物學
嘉峪龍是一種大型的四足植食性蜥腳下目恐龍。